# Wright County (Missouri)
Wright County is een county in de Amerikaanse staat Missouri.
De county heeft een landoppervlakte van 1.767 km² en telt 17.955 inwoners (volkstelling 2000). De hoofdplaats is Hartville.